# دير بارك (إلينوي)
دير بارك (بالإنجليزية: Deer Park)‏ هي قرية تقع في الولايات المتحدة في إلينوي. يقدر عدد سكانها بـ 3,200 نسمة .

## الموقع الجغرافي
الموقع الجغرافي للمناطق المحيطة بهذه النقطة هو كالتالي: